# Наатсічо (національний парк)
Національний парк Наатсічо ([ˈnætsiːtʃoʊ] NATS-ee-choh) — канадський національний парк, що охоплює частини вододілу річки Саут-Наганні на Північно-Західних територіях. Назва мовою дене означає «стоїть, як голкошерст» Площа національного парку становить 4,850 км2 (2 миля2), що захищає територію поселення Сахту у верхній частині вододілу річки Саут-Наганні, що примикає до національного парку Наганні. Ці дві зони мають управлятися окремо, подібно до національних парків Банф і Джаспер, які також розташовані поруч. Вододіл Саут-Наганні є домівкою для кількох видів, що перебувають на межі зникнення, зокрема ведмедів гризлі та бореальних лісових карибу. Ця територія також відома своїми лосями, баранами Далля і найпівнічнішою популяцією снігових кіз у Канаді.

## Особливості
Національний парк Наатсічо розташований у межах гір Маккензі. Парк отримав свою назву від Наатсічо (гора Вілсон) у північній частині парку. «Наатсічо» — це опис цієї гори мовою шухтагот'їн, і це стосується її унікальної форми, яка є гострою та загостреною на вершині, як перо дикобраза. Ця територія була досліджена та оцінена за полювання та її культурне значення шухтагот'їн (гора Дене, група сахту) округу Туліта. Горі, від якої названо парк, приписують велику силу.
Основними річками, що протікають цією територією, є річка Саут-Наганні (Tehjeh Deé) і річка Брокен-Скалл, яка зливається з Саут-Наганні. Веслувальники можуть спуститися «садом каменів» річки Саут-Наганні, починаючи з Наатсічо Туе (Лосині ставки), або пройти менш технічною річкою Брокен Скалл.
Найвищими вершинами парку є Наатсічо (гора Вілсон) на 2 245 м (7 365 фут) і безіменний пік на висоті 2 456 м (8 058 фут) поблизу Nı́onep'eneɂ Tué (озеро Бекбоун, раніше озеро Гризлі).

## Створення парку
Намір створити заповідник парку було оголошено федеральним урядом 7 квітня 2008 року, його заснування відповідно до узгодженого плану впливу та вигоди між урядом та сахту дене та метиси. Уряд підписав Меморандум про взаєморозуміння з «організаціями сахту (земельними корпораціями), створеними згідно з угодою про претензії на землю, які представляють дене та метисів округу Туліта». Уряд виділив 500 000 доларів на допомогу земельним корпораціям і допомогу громадам аборигенів у розробці плану впливу та вигоди. Територія стає індустріалізованою з «дорогами, трубопроводами, розвідкою корисних копалин, нафти та природного газу, розробкою шахт і свердловин». Парк заборонить відкриття нових шахт, але існуючі претензії будуть задоволені. Спочатку землю передбачалося використовувати для розширення Національного парку Наганні, але племена дене та метиси в регіоні Сахту лобіювали план, який відрізнятиме їхню ділянку землі від Наганні, на яку претендує дене з регіону Дехчо.
26 лютого 2003 року уряд Канади оголосив про виведення приблизно 7,600 км2 (2,934 миля2) землі для створення парку. Офіційне оголошення було зроблено 7 квітня 2008 року федеральним міністром охорони навколишнього середовища Джоном Бердом, який сказав: «Завдяки цій історичній угоді, оголошеній сьогодні, ми знову вживаємо заходів для захисту півночі Канади для майбутніх поколінь». Це була п'ята заява уряду, пов'язана зі збереженням природи, протягом року.

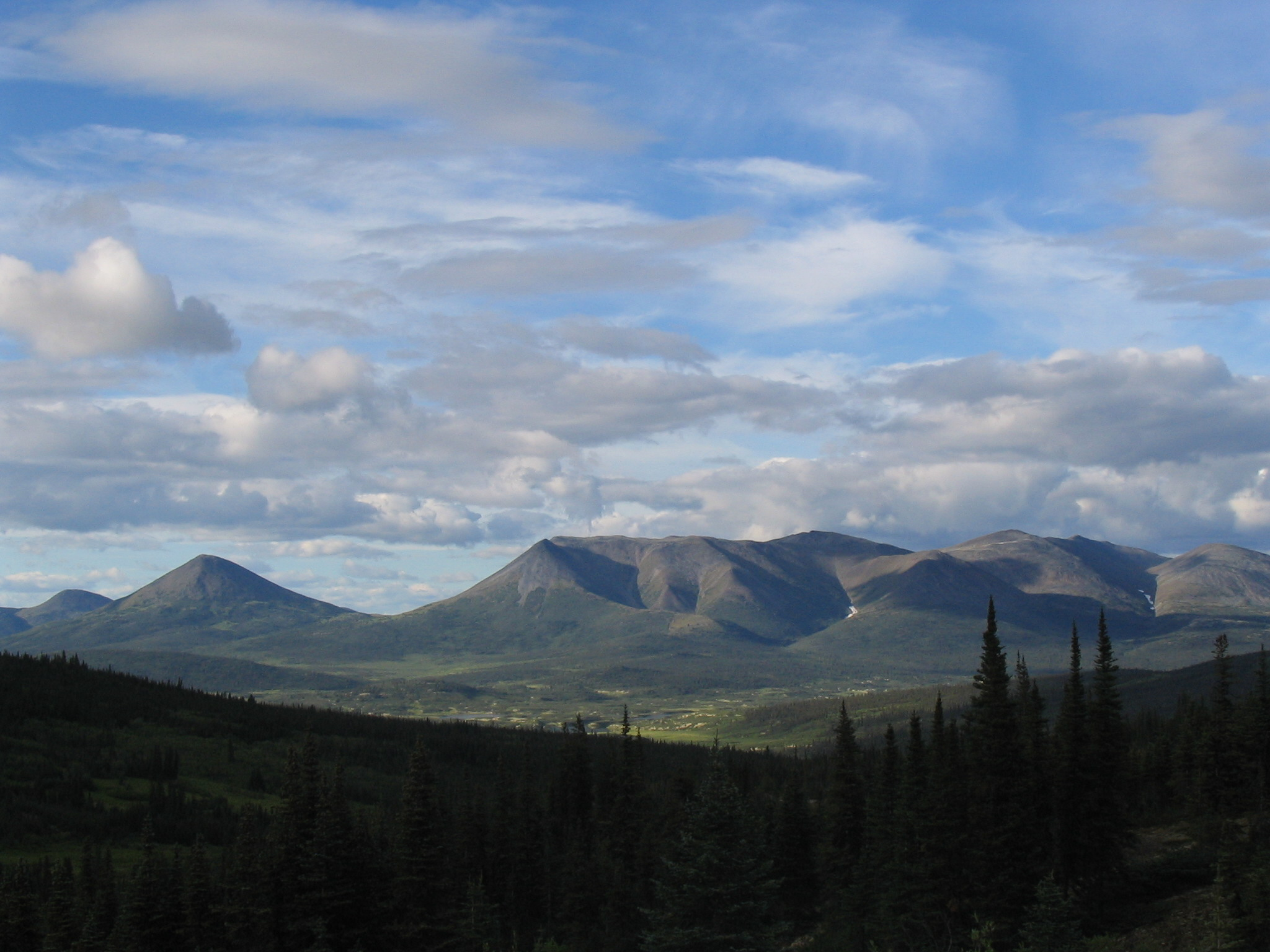
Паркова ділянка біля перевалу Говарда

Після оголошення було запропоновано три плани меж парку. Регіон відомий своїм мінеральним потенціалом, і видобувні компанії були стурбовані тим, що парк обмежить їхній доступ до цих корисних копалин. За першим сценарієм у парку було б 6,450 км2 (2,490 миля2), захищено 94 відсотки верхнього водозбору річки Саут-Наганні, 95 відсотків місць проживання ведмедів гризлі та 81 відсоток літніх місць існування лісових карибу, залишаючи 20 відсотків загального мінерального потенціалу за межами парку та потенційно доступні для розробки. Уряд Канади обрав третій варіант для остаточної межі парку, який залишає 70 відсотків загального потенціалу корисних копалин за межами парку, зберігаючи 70 відсотків середовища проживання гризлі та 44 відсотки місць літнього отелення лісового стада карибу в межах межі парку". Під час переговорів було висловлено занепокоєння щодо впливу видобутку корисних копалин у регіоні на вододіл Південного Наганні. Однак представники гірничодобувної промисловості заявили, що «навіть третій варіант обмежить доступ до територій з великим потенціалом розвитку. Але з трьох планів вони віддали перевагу цьому. Вони сказали, що видобуток корисних копалин можна здійснювати екологічно стійкими способами, і це принесе економічну вигоду місцевим жителям».
У березні 2012 року федеральні представники, представники дене та метисів підписали план впливу та переваг для заповідника парку. Того серпня прем'єр-міністр Стівен Гарпер відвідав цю територію та оголосив про межі заповідника та його заснування, яке було реалізовано трохи більше ніж через два роки, 16 грудня 2014 року, після прийняття законодавства відповідно до Закону про національні парки. Таким чином Наатсічо став восьмим національним парком-заповідником у системі національних парків. Офіційні повідомлення не вказували на те, коли заповідник або його сусід Наганні отримають повний статус національного парку.